# Brian De Regt
Brian De Regt (ur. 3 lipca 1986 r. w Norwalk) – amerykański wioślarz.

## Osiągnięcia
- Mistrzostwa Świata U-23 – Hazewinkel 2006 – czwórka podwójna wagi lekkiej – 2. miejsce[1].
- Mistrzostwa Świata – Poznań 2009 – czwórka bez sternika wagi lekkiej – 12. miejsce[1].